# Multiple independently targetable reentry vehicle

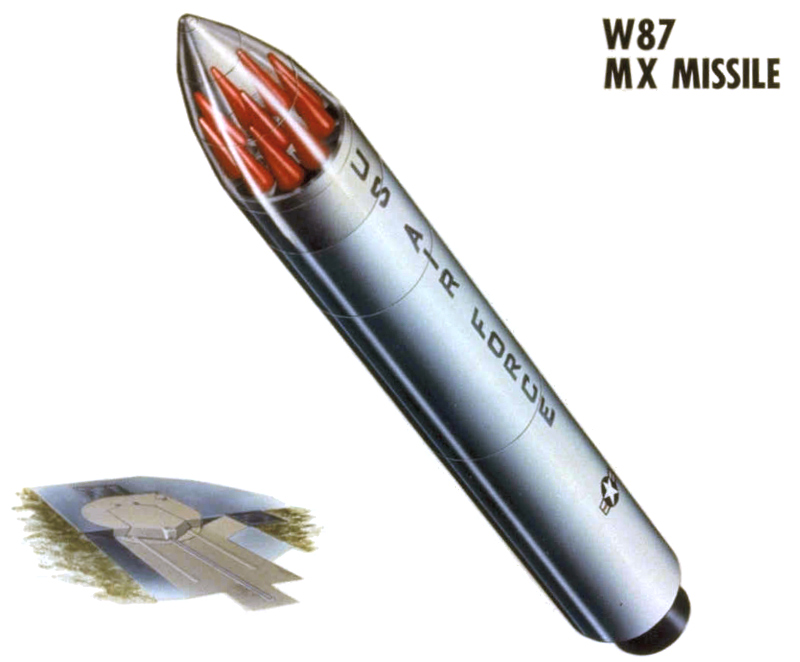
Racheta MX Peacekeeper, cu capete de luptă W87 în roșu.

MIRV este prescurtarea pentru Multiple Independently targetable Reentry Vehicle și se referă la încărcături multiple dirijabile independent pentru rachete balistice intercontinentale, dotate cu focoase nucleare. 
O rachetă precum Trident poate transporta până la 14 capete, care, după reintrarea în atmosferă a rachetei, se îndreaptă fiecare spre o țintă proprie. Apărarea antirachetă devine în acest caz foarte dificilă, deoarece ar trebui neutralizat fiecare cap de luptă în parte. Numărul mare de capete copleșește orice asemenea sistem antirachetă. Din cauza tehnologiei MIRV, apărarea antirachetă este mai costisitoare decât a amenința un stat cu arme nucleare.

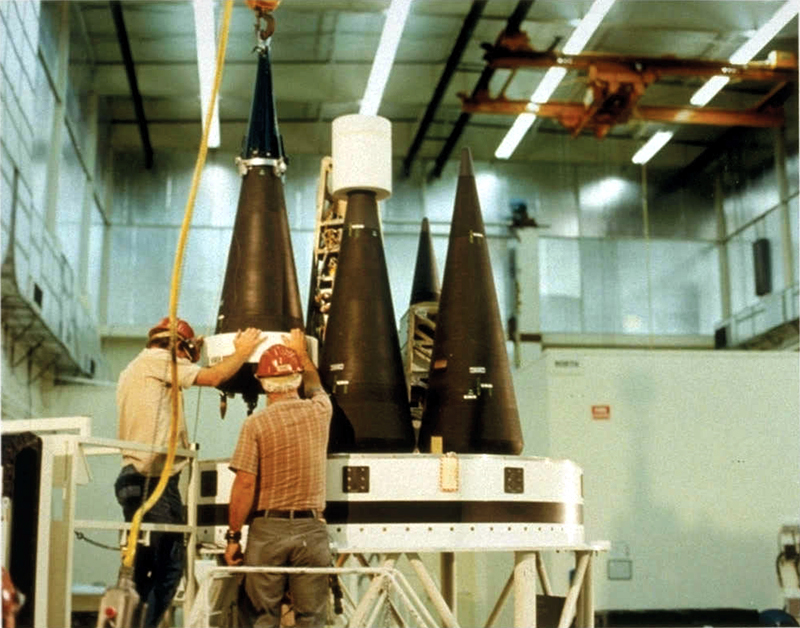
Tehnicieni instalează vehicule de reintrare Mk-21 pe o rachetăPeacekeeper.

De asemenea, rachetele intercontinentale cu baza la sol (în silozuri) care dispun de capete multiple au un efect foarte destabilizator, deoarece fiecare dintre adversari este tentat să atace primul, după principiul "folosește-le sau pierde-le". Să presupunem că fiecare dintre cei doi adversari dețin 100 de asemenea rachete cu câte 5 capete fiecare, și că fiecare parte are o șansa de 95% de a distruge rachetele inamice în silozuri, folosind câte 2 capete pentru fiecare siloz. În acest caz, statul care atacă primul poate reduce arsenalul inamicului până la 5 rachete, folosind 40 de rachete cu 200 de capete în total, menținând restul de 60 în rezervă. 
Din cauza acestui aspect, rachetele intercontinentale cu baza la sol purtătoare de capete multiple au fost interzise în cadrul tratatului START II.

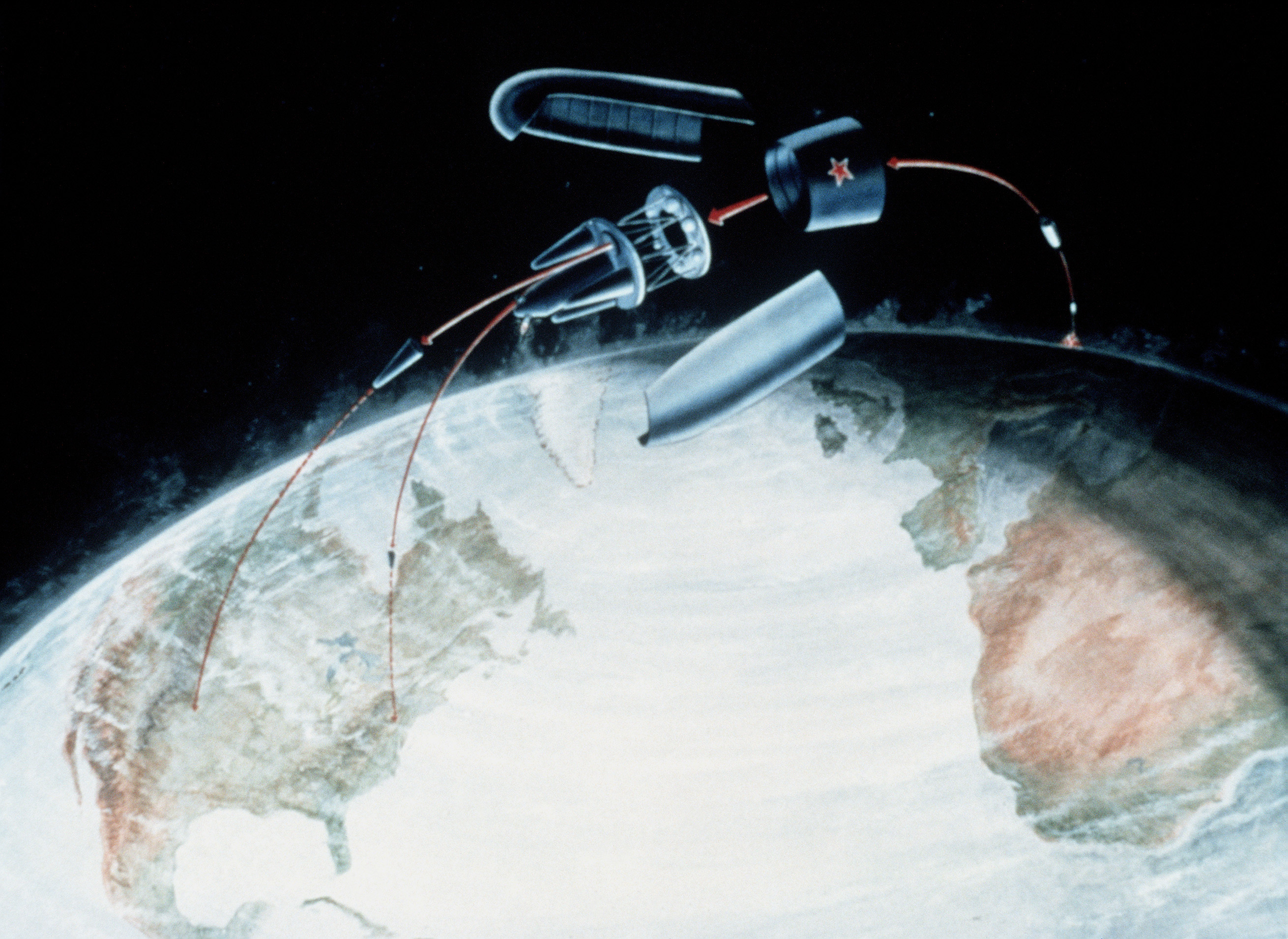
Rachetă sovietică cu MIRV

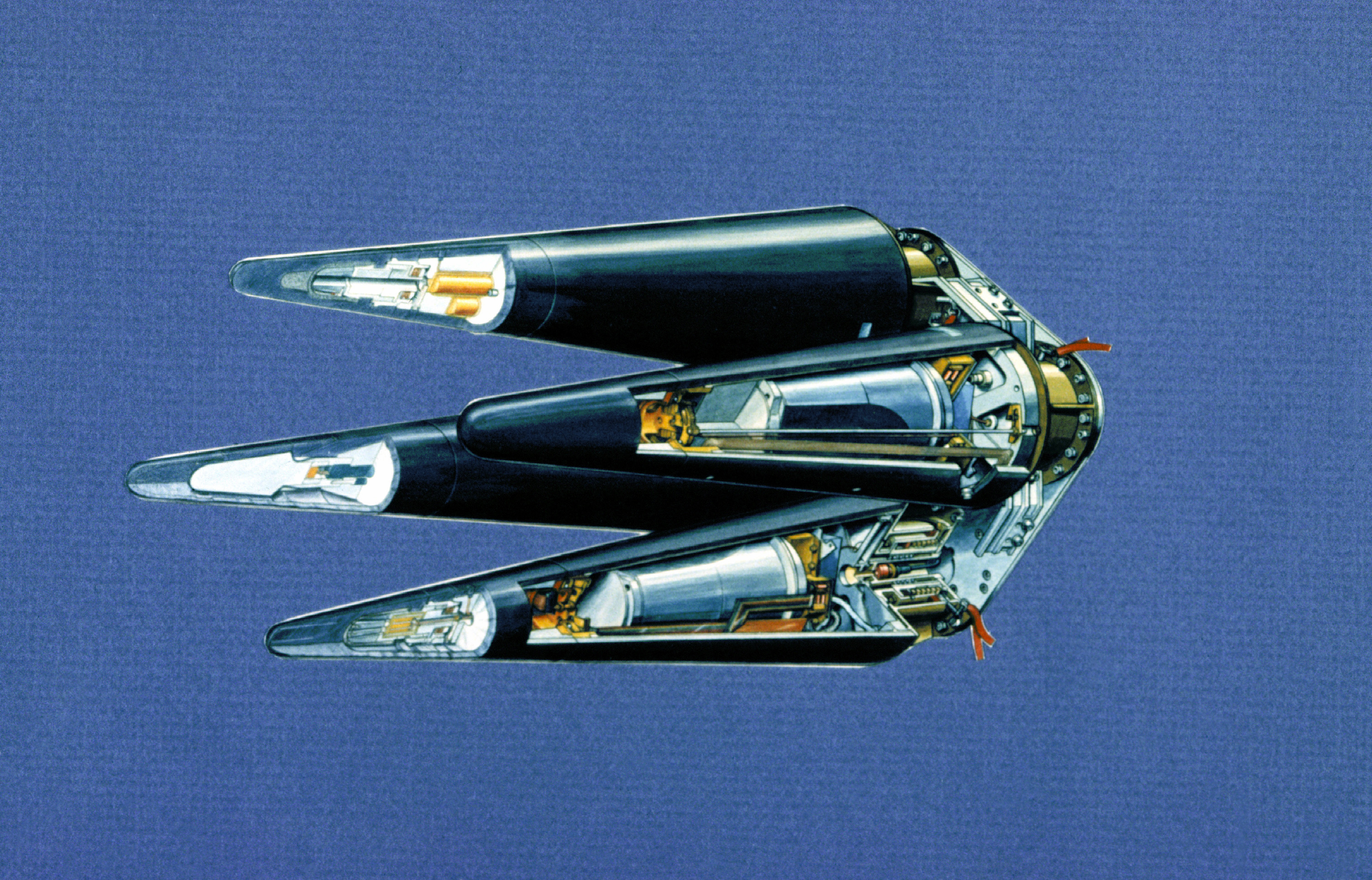
MIRV secţiune transversală